# Guillaume II (abbé de Cîteaux)
Pour les articles homonymes, voir Guillaume II.
Guillaume II de la Prée est un moine cistercien.

## Biographie
Moine de l'abbaye de La Prée, Guillaume est abbé de Cîteaux de 1186 à août 1189